# San Juan de Betulia
San Juan de Betulia là một khu tự quản thuộc tỉnh Sucre, Colombia. Thủ phủ của khu tự quản San Juan de Betulia đóng tại San Juan de Betulia Khu tự quản San Juan de Betulia có diện tích 19 ki lô mét vuông. Đến thời điểm ngày 28 tháng 5 năm 2005, khu tự quản San Juan de Betulia có dân số 10900 người.